# Nodalia
Nodalia Solutions S. L. (Valladolid, 2008) fue una empresa del sector TIC ubicada en Valladolid, creada por fusión de las sociedades CIC S. A. con CPI S. A. y T.Q.M. KAIZEN S. L. (las dos últimas pertenecientes a Ingenius Team S. L.), en un proceso de integración regional impulsado y auspiciado por Tomás Villanueva, vicepresidente segundo y consejero de Economía y Empleo de la Junta de Castilla y León (junto con Begoña Hernández Muñoz, viceconsejera de Economía de la Junta de Castilla y León, y Rafael Delgado Núñez, secretario general de la Consejería de Economía y Empleo de la Junta de Castilla y León).
La actividad de la compañía se centra en la venta de hardware y software, desarrollo de programas, y prestación de servicios informáticos de consultoría, implantación, soporte y administración. En su creación contaba con 350 empleados y una previsión de facturación de 36 millones de euros para el año 2008, siendo la mayor empresa del sector TIC en Castilla y León.
Entre las grandes apuestas de la compañía estuvo el desarrollo de software para el sector sanitario, así como la prestación de servicios de soporte informático a hospitales y centros de atención primaria de Castilla y León, adscritos a Sacyl. El 7 de mayo de 2008 se realizó una presentación de la compañía en el marco de las actividades de la Feria Labora, organizada por la Junta de Castilla y León. El 30 de mayo de 2008 recibió el premio "Producto innovador de Grandes Empresas" por "Gestión Integral de tele-electrocardiogramas" en la segunda edición de los Premios Regionales a la Innovación otorgados por la fundación EXECyL.

Desde enero de 2009 está en situación concursal, habiendo concluido el proceso el día 29 de julio de 2013.
Toda la plantilla fue despedida en un ERE de extinción el 21 de abril de 2009

## Origen del Proyecto y Fundación
Por iniciativa de la Consejería de Economía y Empleo se desarrollaron durante el año 2007 conversaciones para promover un proceso de integración regional en el ámbito del sector TIC, que tenía como objetivo la fusión de 7 empresas para dar lugar a la gran entidad regional del sector. La meta fundamental era alcanzar un tamaño empresarial suficiente para "crear músculo" y abordar la expansión nacional e internacional. La Junta de Castilla y León se comprometía a «pilotar» dicha fusión, "nombrando gestores de la misma, financiando los estudios iniciales y de futuro, comprometiéndose en la aportación de un 48 por ciento del capital, a través de Sodical y Madrigal Participaciones, S.A. y con las expectativas de que esta gran empresa fuera una de las principales en la prestación de servicios a la propia Junta".
A finales de 2007 se logra un acuerdo parcial para fusionar CIC S.A. con CPI S.A. y T.Q.M. KAIZEN S.L. (las dos últimas pertenecientes a Ingenius Team S.L.)

 en un proceso que originaría Nodalia Solutions S.L. (germen de «la gran entidad regional del sector TIC»). Formalmente, el proceso de fusión se articula mediante la absorción de CIC S.A., CPI S.A. y T.Q.M. KAIZEN S.L. por parte de Nodalia Solutions S.L., publicada en el BOE de 20, 21 y 22 de mayo de 2008.

Tras una convención de presentación, celebrada en el Museo de la Ciencia (Valladolid) en febrero de 2008, se comenzó a integrar los equipos profesionales de las empresas fusionadas, cuyos miembros se agruparon en un total de 14 "gerencias", que gozaban de cierta autonomía económica. Los técnicos fueron redistribuidos entre las sedes de Avda. del Euro y Calle García Morato 27 y 31, en Valladolid. Los planes de expansión pretendían potenciar la pequeña delegación situada en Madrid, abrir sedes en Barcelona y Valencia e incorporar al proyecto a otras empresas del sector TIC de Castilla y León.
Tomás Villanueva visitó personalmente las instalaciones de la compañía ubicadas en la Calle García Morato 27 de Valladolid el día 6 de mayo a las 12:00, mostrando su apoyo institucional e interés en el proyecto.
 Igualmente, reconoció la competitividad del sector TIC, refrendando su apoyo al mismo y alabando la fusión de ambas compañías.(Imagen de la visita)

## Descapitalización, Enfrentamiento social, Abandono institucional, ERE (I), Concurso de acreedores, ERE (II) y Quiebra
La inversión económica comprometida por la Junta de Castilla y León a través de la sociedad de capital-riesgo regional Sodical, que tenía previsto aportar cerca del 50% del capital, no se realizó. Este hecho complicó extraordinariamente la situación financiera de la compañía, que se fue descapitalizando progresivamente al no llegar los proyectos comprometidos por la Junta de Castilla y León, provocando diferencias insalvables entre los dos grupos de accionistas propietarios de la empresa.
El pago incompleto y con retraso de la nómina de agosto de 2008 fue el hecho que movilizó a la plantilla y llevó la crisis a los titulares de los medios de comunicación regional.
Tras una tensas negociaciones entre los dos grupos de accionistas de la compañía, Juan Posadas, inicialmente dueño del 33% del capital, adquiere el 66% restante al grupo liderado por Juan Valentín-Gamazo, tomando el control completo de la empresa y erigiéndose en «Administrador único».

En reunión mantenida entre la viceconsejera de Economía y el viceconsejero de Empleo de la Junta de Castilla y León por una parte, y responsables de UGT en representación de los trabajadores, la administración regional se comprometió a aportar capital a la entidad si presentaba un plan de viabilidad.
Tras la celebración de elecciones sindicales el 30 de septiembre, se presenta un primer ERE de extinción que afecta a 54 trabajadores, desestimado por la autoridad laboral al entender que la medida de extinción colectiva es "desproporcionada".
En esta situación se producen acusaciones de incumplimiento a la Junta de Castilla y León por parte de los antiguos propietarios, atribuyendo la crisis fundamentalmente «al incomprensible parón en la contratación de la Junta de Castilla y León, Administración que había impulsado y tutelado el proyecto, designando a los profesionales que debían intervenir en el proceso participando activamente en la toma de decisiones del órgano de administración, a cuyas sesiones asistieron siempre dos representantes de la Consejería de Economía del gobierno regional».
El 22 de enero de 2009, cuatro días después de que Madrigal (entidad propiedad de las cajas de ahorro de Castilla y León) y Sodical (participada por la Consejería de Economía y Empleo) transmitieran a la compañía su rechazo a participar en el proyecto, la compañía presenta un doble concurso de acreedores voluntario que afecta a Nodalia y CIC (pero no a CPI ni a TQM KAIZEN).

La plantilla de la compañía convocó diversas manifestaciones para oponerse al concurso de acreedores y denunciar la actitud de la Junta de Castilla y León al incumplir los compromisos adquiridos con la compañía.(Foto manifestación 18/02/2009) (enlace roto disponible en Internet Archive; véase el historial, la primera versión y la última).. La dirección de la compañía envió el 3 de febrero de 2009 una circular a la clientela tratando de explicar la situación y afirmando que se trabajaba con normalidad para cumplir los compromisos adquiridos contractualmente.
La responsabilidad del Consejero de Economía y Empleo de la Junta de Castilla y León en la grave situación fue duramente denunciada por la plantilla y el comité de empresa en los medios de comunicación.

Las declaraciones realizadas por Tomás Villanueva en las Cortes de Castilla y León, según las cuales «no va a financiar a Nodalia para que pague sus facturas» provocaron las acusaciones del PSOE de haber abandonado a una compañía «que tutelaba» la Junta y en la que debía haber desembolsado 3,5 millones según el compromiso adquirido. Del mismo modo, la portavoz del grupo parlamentario socialista, Ana Redondo y el secretario del grupo, Jorge Félix Alonso, culparon a Tomás Villanueva de la crisis y afirmaron que «mintió», mostrando el documento por el cual responsabilizaban a Tomás Villanueva de ser responsable de la situación de "quiebra" de la Nodalia, al haber impulsado su creación mediante fusión y retirar después sus apoyos a la misma. Cuando se pregunta el PSOE quiénes son los beneficiados de esta situación, se responde que «multinacionales como Indra».

El agravamiento progresivo de la situación y la decisión de la administración concursal de no pagar más nóminas a partir de marzo de 2009 condujeron a la presentación de un segundo ERE de extinción que afectaba a la totalidad de la plantilla. El 22 de abril de 2009 la compañía convocó a todos los empleados para que el día 24 de abril acudieran a sus puestos de trabajo para recoger sus efectos personales. Durante esa jornada se comunicó por escrito a todos los trabajadores que el ERE había sido aceptado y su relación laboral con la compañía había concluido, no teniendo obligación de volver a Nodalia.

La total insolvencia de la compañía provocó que no se pagaran las nóminas pendientes de marzo y la parte correspondiente de abril, así como la indemnización por despido improcedente a los trabajadores. Tras estos hechos, la Junta de Castilla y León trató en vano de buscar una salida laboral para los miembros de Nodalia.
Tras recibir la documentación necesaria, los empleados de Nodalia pudieron cobrar parte de los salarios pendientes y de su indemnización por despido improcedente de FOGASA a finales de agosto de 2009.
(Entrevista a Tomás Castro, Presidente de la confederación española de empresas TIC, Conetic (@conetic), en Diario de Valladolid (21/03/2016), por J. LUIS F. DEL CORRAL: Fracaso de Nodalia, fallos de Medora, proyectos TIC de la Junta.)

### Investigación a CIC por presunta estafa mediante facturas falsas emitidas a la Consejería de Sanidad
En junio de 2010, el Juzgado de lo mercantil número 12 de Valladolid inició diligencias contra CIC, una de las empresas fundadoras de Nodalia, por un presunto delito de estafa. Justo antes de la fusión, Juan Valentín-Gamazo supuestamente habría presentado en el registro unas facturas presuntamente falsas a nombre de la Junta de Castilla y León por un importe superior a los 800.000 euros. Estas facturas se emitieron en concepto de trabajos que CIC aseguraba haber realizado para la Consejería de Sanidad. El juez que instruye el caso ha solicitado dos informes a la Junta de Castilla y León para comprobar la veracidad de las facturas. Desde la administración autonómica se afirma que las facturas son irregulares y que los supuestos trabajos nunca se realizaron. El concurso de acreedores de la compañía que dirigía Juan Valentín-Gamazo prosigue actualmente en fase de calificación. El mismo Juzgado de instrucción número 12 ha declarado fortuito el concurso de Nodalia, exonerando a la compañía y al que fue su presidente, Juan Posadas, de cualquier responsabilidad patrimonial.

### La Administración concursal de Nodalia revisa su posición y admite la existencia de una presunta estafa
En junio de 2010 el juez competente solicitó a los administradores concursales que reconsiderasen su posición, que no coincidía con la de la fiscalía. El 15 de septiembre de 2010 la administración concursal de Nodalia aceptó el criterio del fiscal, que apreciaba un presunto delito de estafa en la actuación de Juan Valentín-Gamazo.

### Apertura de diligencias penales por emisión de facturas irregulares
El Juzgado de Primera Instancia n.º 12 de Valladolid abrió en junio de 2011 una investigación a CIC por un presunto delito de falsedad en documento mercantil. La apertura de diligencias penales contra los 3 antiguos administradores solicitada por el juez a la fiscalía se basa en los indicios de una supuesta irregularidad contable cometida al ser emitidas 3 facturas por un importe total de 858.452 euros en concepto de servicios prestados a la Gerencia Regional de Salud de la Junta de Castilla y León. Desde este organismo se ha negado la existencia de los correspondientes expedientes de contratación de estos supuestos servicios, relacionados con el software Medora de Sacyl.
El juez estimó que podría haberse producido un delito societario a cargo de los administradores de Castilla Informática Consulting. En el auto emitido, la administración concursal de CIC solicitó la declaración de nulidad del reparto de dividendos acordado el 18 de diciembre de 2007, que supuestamente habría perjudicado al patrimonio de la sociedad, en detrimento de los derechos sus acreedores. Los tres socios de la compañía habrían basado este reparto en las cuentas de CIC, que incluían como activo las facturas emitidas por los servicios informáticos cuya contratación formal es desmentida por la Gerencia Regional de Salud. Este activo figuraba en las cuentas anuales presentadas en el Registro Mercantil de Valladolid.

### Archivo de la investigación por falsedad en documento mercantil
El Juzgado de Primera Instancia n.º 12 de Valladolid apreciaba que la salida de 858.452 euros podría haber perjudicado al patrimonio de CIC, afectando al derecho de cobro de sus acreedores. Sin embargo, en diciembre de 2011, el Juzgado de Instrucción número 4 de Valladolid archivó la investigación al no ver indicios de delito. Dos responsables de Sanidad de la Junta de Castilla y León afirmaron que no existe contratación relativa a los servicios facturados.

### Reapertura de la investigación tras el recurso presentado por Ingenius Team
En febrero de 2012 la Audiencia de Valladolid ordenó al juzgado de Instrucción número 4 la reapertura de la investigación previamente archivada. La Gerencia Regional de Salud de la Junta de Castilla y León no abonó el importe de las facturas, afirmando que los servicios detallados en las mismas no se habían contratado ni realizado. Sin embargo, el importe de dichas facturas fue incorporado a las cuentas anuales de CIC correspondientes al año 2007. El Fiscal solicitó que el concurso voluntario de acreedores fuera declarado culpable y no fortuito, por considerar que el crédito documentado en las facturas no era real.
La sección cuarta de la Audiencia de Valladolid ordenó al juez de Instrucción número 4 que determine si hay falsedad en las facturas, o por el contrario, si los funcionarios de la Consejería faltaron a la verdad.

### Declaración ante el juez de los tres socios de CIC
Como parte de la investigación ordenada por la Audiencia de Valladolid, en marzo de 2012 Juan V. G., José María V. G. y José E. R. declararon ante el juez de Instrucción número 4, explicando la naturaleza de los trabajos que, según ellos, les había encargado la Gerencia de Sacyl. Afirmaron que la empresa realizó trabajos sin ningún contrato de adjudicación. Sin embargo, la Junta de Castilla y León afirmó que estos trabajos no fueron realizados por CIC, mientras que Ingenius Team afirmó que las facturas son falsas y fueron confeccionadas para aumentar artificialmente los activos aportados por CIC en el proceso de fusión que dio lugar a Nodalia, con el objeto de conseguir una participación mayoritaria en esta empresa y obtener su control.

### Declaración de Juan Posadas al juez de Instrucción número 4 de Valladolid
El actual dueño de Nodalia declaró el 30 de marzo de 2012 que, tras hacerse con el 100% de la compañía, trató de cobrar varias facturas por servicios informáticos supuestamente prestados por CIC a la Consejería de Sanidad los años 2006 y 2007, consistentes en trabajos de instalación, actualización y mantenimiento del programa Medora con el que se gestionan historias clínicas y tratamientos de pacientes. Sin embargo, responsables de la Consejería informaron a Juan Posadas de que no existía expediente administrativo o concurso relativo a esas facturas. El importe de cuatro de ellas ascendía a 858.452 euros y en las mismas no constaba hoja de encargo ni pedido. Estos supuestos servicios figuran en la contabilidad de CIC, aunque responsables de la Junta de Castilla y León afirmaron en 2008 que no había justificación de los trabajos.

### Archivo de las diligencias por supuesta falsedad y delito societario
En mayo de 2012 las diligencias abiertas por los presuntos delitos de falsedad documental y societarios en la empresa Castilla Informática Consulting (CIC) fueron archivadas por el juez de instrucción número 4 de Valladolid. Quedó acreditado que no existía expediente de contratación por los trabajos que figuraban en las facturas, siendo realizados por encargo verbal que nunca se formalizó mediante un contrato.
Aunque la Gerencia de Sacyl no abonó estas facturas, los administradores de CIC no reclamaron ante los tribunales el pago, pero incluyeron su importe como crédito en la contabilidad de la sociedad. En caso de haber existido delito, habría prescrito.

### La Audiencia Provincial de Valladolid ordena por segunda vez la reapertura de la investigación
La Sección IV de la Audiencia Provincial de Valladolid ha reabierto la investigación sobre cuatro facturas que figuran en la contabilidad de la empresa Castilla Informática Consulting (CIC) por un importe global de 858.452 euros.
Los dueños de CIC declararon ante el juez de Instrucción número 4 que entre los años 2006 y 2007 se realizaron trabajos informáticos relativos al programa Medora y mantenimiento para telemedicina a través de un contrato verbal con los responsables de la Consejería de Sanidad, pero la Gerencia de Sacyl no reconoce que se hubiera realizado trabajo alguno por CIC. En mayo de 2012 el juez archivó esta causa promovida por la empresa Ingenius Team S. L. argumentando que no había indicios de delitos societarios o de falsedad documental, y que de existir, habrían prescrito.
La Audiencia, que no comparte la prescripción de los hechos, ordena al instructor que tome declaración a Jesús García Cruces y a Valentín Elena Casado (entonces director general de Desarrollo Sanitario de la Junta y jefe de Servicio de Contratación de Sacyl, respectivamente) para esclarecer si se pagó o no el importe de dichas facturas, y de ser así, en virtud de qué conceptos. Igualmente, quiere que respondan si era habitual la contratación verbal de servicios, y «si cabe que se emitan las facturas antes de aceptar y regularizar los trabajos encargados». Pide además que un perito auditor jurado de cuentas analice la contabilidad de Castilla Informática Consulting para averiguar si el concurso de acreedores fue provocado por el impago de estas facturas, como sostiene Juan Posadas.
También deben declarar los administradores concursales de CIC para explicar su demanda contra los tres empresarios de esta empresa para que devuelvan los dividendos de esta sociedad repartidos en 2007.
Audiencia Provincial de Valladolid - AUTO: 00543/2011 (15/12/2011).

### Conclusión del procedimiento concursal por inexistencia de bienes y extinción de la sociedad
El Juzgado número 12 de primera instancia de Valladolid dictó el día 14/05/2013 auto de conclusión del procedimiento concursal 113/2009 por "Inexistencia de bienes", así como la extinción de la sociedad y el cese de las limitaciones de las facultades de administración. La publicación del auto en el BOE tuvo lugar el 29 de julio de 2013.

### Extinción de T.Q.M. KAIZEN SL.
Publicada en el BORME 6 de febrero de 2014.

### Fallos en Medora, el sistema informático de Atención Primaria
El colectivo de médicos insiste denunciar los fallos en el sistema informático de Atención Primaria, denominado Medora. Tras las últimas modificaciones, se han producido serios retrasos en el funcionamiento, incluyendo demoras de más de una hora en las consultas y pérdida de la información guardada.
"Medora me demora": Cinco mil pacientes reclaman contra los fallos informáticos de los centros de salud.

## Los tres administradores de CIC, condenados a devolver 648.000 euros a la masa del concurso
La Audiencia Provincial de Valladolid condenó en firme a los tres administradores de CIC al reintegro de 648.000 euros que percibieron de la sociedad tras el acuerdo de reparto de dividendos adoptado en junta general extraordinaria el 18 de diciembre de 2007. La sentencia considera que la situación de la compañía "no era tan brillante" como pretendían los condenados, que no contabilizaron como incobrable la cantidad de 858.452 euros. (que según ellos debía la Junta de Castilla y León a CIC) por unos trabajos de desarrollo del programa Medora que, al parecer, no se habían realizado. Este supuesto contrato fue investigado por el juzgado de instrucción número 4, que archivó la causa.
El empresario Juan Posadas recurrió a los tribunales para impugnar por lesivo para CIC este reparto de dividendos, cuyo retorno fue previamente solicitado al juzgado de primera instancia número 12 por la administración concursal.
Audiencia Provincial de Valladolid - SENTENCIA 00161/2014 (29/07/2014).
(Fuente adicional: Edición impresa, Diario El Norte de Castilla, 5 de enero de 2015).

## Otras empresas relacionadas con los dueños de CIC/Nodalia
Las sociedades NACIFIO SL. y CENTRO INFORMATICO CICERON SL., administradas por JUAN IGNACIO VALENTIN-GAMAZO GARCIA y JOSE ENRIQUE RODRIGUEZ VALDAJOS, pasaron el 16 de abril de 2009 a ser gestionadas por CRISTINA VILLAR BECARES, cambiando su domicilio social a PLAZA TENERIAS 12 1 °C (VALLADOLID).
NACIFIO SL. redujo su capital social el 22 de febrero de 2011 en 2.000 euros, siendo el resultante suscrito de 8.000 euros. El 15 de octubre de 2015 JUAN IGNACIO VALENTIN-GAMAZO GARCIA es nombrado apoderado, declarándose la unipersonalidad de NACIFIO el 20 de diciembre de 2016, pasando a ser socio único CARMEN GONZALEZ MARTIN y cambiando su denominación social por COINSOFT 21. El 1 de febrero de 2019 COINSOFT 21 SL. pierde el carácter de unipersonalidad, amplia su capital en 442.000 euros, siendo el resultante suscrito de 450.000 euros, y cambia  su objeto social así como su domicilio social a la calle DOCTRINOS 6, 4º (VALLADOLID).
El mismo día, SODICAL (Instituto Financiero de Castilla y León, dependiente de varias entidades financieras y participado por la Junta de Castilla y León a través del INSTITUTO PARA LA COMPETITIVIDAD EMPRESARIAL DE CASTILLA Y LEÓN) anuncia la formalización de cuatro nuevas inversiones en préstamos participativos, una de ellas en la compañía COINSOFT 21, S.L. (que opera bajo la marca comercial CIS21).
La web de SODICAL refleja la inclusión de COINSOFT 21 en su página de inversiones recientes.
La noticia de la inversión de SODICAL en estas empresas apareció reflejada en la prensa local, concretamente en el diario "El Día de Valladolid", en su edición de 10 de diciembre de 2018.

## Venta de CIS21
En abril de 2021 CIS21 fue comprada por la empresa asturiana LIDERIT.

## Enlaces a videos externos
- «24/04/2009: YouTube video (cyltelevision) - La situación se complicó tras la fusión entre CIC e Ingenius Team». Consultado el 11 de enero de 2010.

- «21/06/2010: YouTube video (cyltelevision) - Una empresa de Nodalia, investigada por estafa». Consultado el 23 de junio de 2010.

- «16/09/2010: YouTube video (cyltelevision) - Administradores concursales de Nodalia corrigen su primera versión». Consultado el 16 de septiembre de 2010.

- «06/07/2010: YouTube video - Video corporativo de Nodalia». Consultado el 8 de julio de 2010.

- «24/04/2012: vimeo video - Spot Nodalia Soluciones Tecnológicas». Consultado el 21 de mayo de 2012.

- Datos: Q6044293